# Polizeiruf 110: Opfergang
Opfergang ist ein deutscher Kriminalfilm von Carlo Rola aus dem Jahr 1994. Der Fernsehfilm erschien als 166. Folge der Filmreihe Polizeiruf 110.

## Handlung
Seit einiger Zeit brechen die Kleinganoven Sascha, Witte und seine Freundin Yvonne in Dorfkirchen ein, wo sie im Auftrag des Mittelmanns Behrend Bilder der Cranach-Werkstatt stehlen. Bei einem Einbruch werden sie von einem Mann überrascht, den sie niederschlagen. Es schaltet sich nun die Kriminalpolizei wegen versuchten Totschlags ein. Tanja Voigt und ihr Kollege Jens Hoffmann aus Potsdam erscheinen und Tanja ist erstaunt, ihren ehemaligen Kollegen Kochan als Kommissar vor Ort wiederzutreffen. Er war bis vor drei Jahren in Potsdam tätig gewesen, hatte dort in Notwehr einen Mann erschossen und war mit dem Geschehenen nicht mehr klargekommen. Er ließ sich aufs Land versetzen; seine Familie zerbrach daran und so wurde Kochan vor kurzer Zeit von seiner Frau verlassen, die nach Hamburg gegangen ist. Sein Sohn Martin verzweifelt daran, dass sein Vater regelmäßig dem Alkohol zuspricht.
Martin liest die ersten Untersuchungsergebnisse, nach denen einer der Täter beim Kampf mit dem Zeugen verletzt wurde. Er weiß, dass einer der Täter Witte sein muss, der mit ihm gemeinsam in einer Lehrlingsgruppe ist, hat Witte ihm doch von Diebstählen erzählt und eine frische Wunde am Rücken. Martin begibt sich zur Gruppe und bietet sich ihnen als Neuer an. Er habe stets Informationen aus erster Hand, könne die Gruppe also vorwarnen. Er selbst brauche Geld, um endlich aus dem Dorf fortzukönnen. Die Gruppe ist misstrauisch, nimmt Martin jedoch auf, als er einen Testdiebstahl eines Wagens durchführt. Der nächste Einbruch führt Sascha, Witte, Yvonne und Martin nach Prettin, wo sie ein Cranach-Bildnis mit dem Abbild Martin Luthers stehlen. Bei der Abfahrt stellt sich ihnen der Pfarrer der Kirche entgegen. Der unmaskierte Martin am Steuer zögert, doch drückt Witte das Gas durch und überfährt den Mann. Yvonne meldet den Überfall kurze Zeit später anonym, sodass der schwerverletzte Pfarrer ins Krankenhaus gebracht werden kann.
Beim Verkauf des Bildes an den Mittelmann Behrend macht Martin der Gruppe klar, dass sie viel zu wenig Geld für die Bilder erhalten, die mehrere Zehntausend Mark wert sind. Er schlägt der Gruppe vor, zukünftig die Bilder direkt an den Endabnehmer zu verkaufen und so mehr Geld zu erhalten. Die Gruppe stimmt zu. Kochan und Tanja Voigt verbringen nicht nur die Arbeitszeit, sondern nach einigen Flirts auch eine Nacht zusammen. Beide bearbeiten nach Jens Hoffmanns Abreise den Fall gemeinsam und Tanja war einst in Potsdam heimlich in Kochan verliebt.
Der Pfarrer ist wieder bei Bewusstsein und beschreibt Martin, dessen Phantombild nun in den Kleinstädten der Gegend ausgehängt wird. Martin verrät den nächsten geplanten Einbruch im Dorf Herzberg anonym an die Ermittler und gibt vor, nicht teilnehmen zu können. Witte erfährt davon, dass die Polizei vor Ort sein wird. Da Sascha für den Einbruch ausfällt, weil er beim Autoklau erwischt wurde, nimmt Witte Martin und Yvonne mit, wobei sie in Kochans Privatwagen fahren. In Herzberg attackiert er Martin, der ihn der Polizei ausgeliefert hätte. Yvonne meint, sie habe bei der Polizei angerufen, da sie mit den Einbrüchen aufhören wolle. Witte disponiert um und bricht stattdessen in der Kirche in Borgsdorf ein.
Eine Zeugin erkennt das Auto wieder, als Kochan am nächsten Tag am Tatort erscheint. Kochan wiederum sieht Fußspuren auf der Beifahrer-Fußmatte. Er fährt zum Krankenhaus, wo der Pfarrer Martin auf einem Foto wiedererkennt. Kochan ist verzweifelt und will sich das Leben nehmen, doch hält ihn Martin davon ab. Er macht ihm deutlich, dass er alles nur für ihn getan habe. Er wollte mit seinem Eintritt in die Bande die wahren Hintermänner der Diebstähle ausfindig machen und ihm die Lösung des Falls einfacher machen. Er meint, dass sich die Bande in Kürze mit dem Hintermann der Käufe treffen werde, hat Behrend als Mittler doch die letztmaligen Zahlungsforderungen für das Borgsdorfer Bild abgelehnt.
Kochan begibt sich zum Treffpunkt der Übergabe. Der Hintermann erscheint, hat jedoch Behrend mit dabei, der Martin und die anderen mit einer Pistole bedroht. Kochan gibt sich mit geladener Waffe zu erkennen. Behrend legt seine Pistole nieder, doch dreht Witte durch, nimmt die Pistole an sich und bedroht nun Martin. Kochan schießt Witte in den Arm, wird jedoch von ihm kurz darauf tödlich getroffen. Die Polizei erscheint und nimmt die Bande sowie Behrend und den Abnehmer der Bilder fest. Tanja Voigt bleibt an Kochans Blutlache zurück und bricht weinend zusammen.

## Produktion

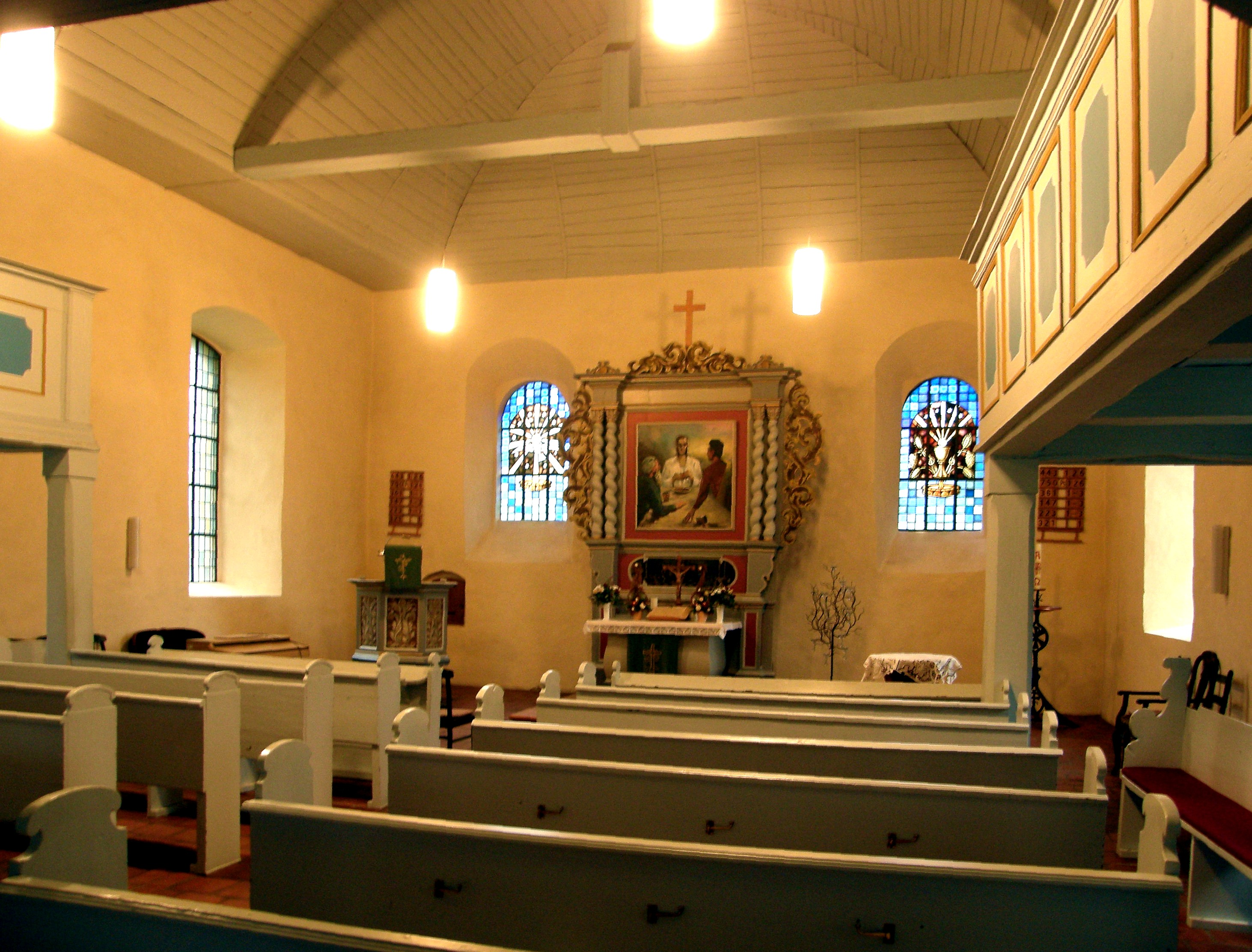
Dorfkirche Falkenhagen, ein Drehort des Films

Opfergang beruht auf einer wahren Vorlage, so war es im Land Brandenburg 1992 tatsächlich zu einer Reihe von Kircheneinbrüchen gekommen. Der Film wurde vor allem in den Kreisen Oberhavel und Havelland gedreht. Die Innenaufnahmen des ersten Einbruchs entstanden in der Dorfkirche Falkenhagen und zeigen die Kirche vor der umfassenden Sanierung, die 1994 begann. Weitere Drehorte waren Wustermark, der Flugplatz Werneuchen sowie die ehemalige Kaserne Dallgow. Die Filmbauten stammen von Frank Hein.
Der Film erlebte am 20. November 1994 in der ARD seine Fernsehpremiere. Die Zuschauerbeteiligung lag bei 14,4 Prozent. Es war die 166. Folge der Filmreihe Polizeiruf 110. Tanja Voigt ermittelte in ihrem 3. Fall. Als Partner steht ihr in diesem Film einmalig Michael Greiling als Kochan zur Seite. Jens Hoffmann, der sonst gemeinsam mit Tanja Voigt ermittelt, tritt hier lediglich in einer Nebenrolle auf.

## Kritik
Für den ORB sei das Drehbuch vor allem interessant gewesen, da es „die Psychologie der Täter und Opfer eng verknüpft“, schrieb Der Tagesspiegel. „Kammerspiel in der Brandenburgischen Provinz – von Menschen bevölkert, nicht von Typen“, fasste die Süddeutsche Zeitung zusammen, und empfand die „Polarisierung der Generationen“ im Film als „spannend“. Für die TV Spielfilm war Opfergang ein „zu unaufgeregtes Provinzkammerspiel“. Die Folge habe eine „ansprechende Besetzung“, sei „routiniert inszeniert, aber kein Serienhighlight“.